# Alīda Ābola

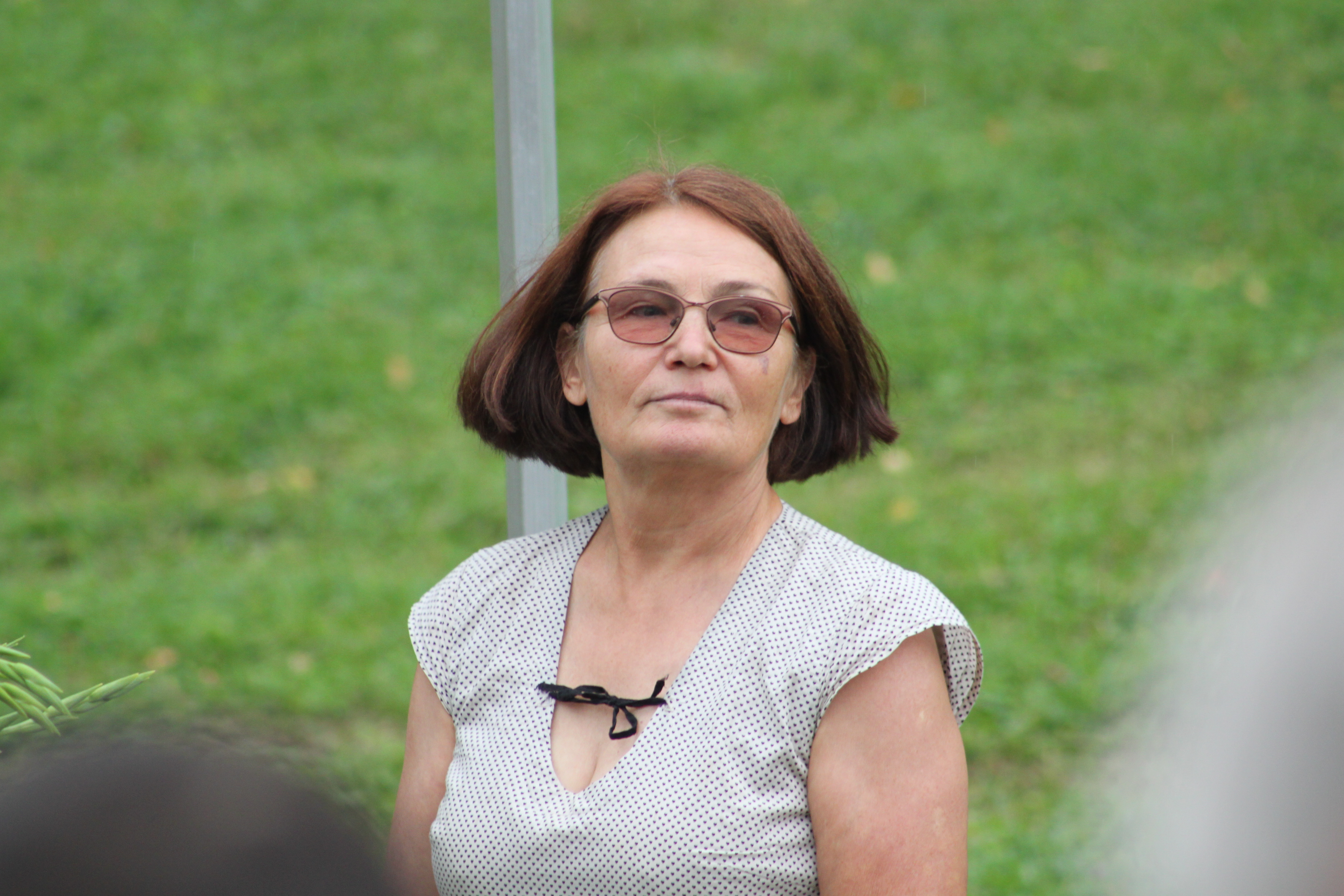
Alīda Ābolaê

Alīda Ābola (Alida Abola), född den 29 november 1954, är en lettisk orienterare som tog individuellt VM-brons för Sovjetunionen 1989.